# Antiche unità di misura del circondario di Varese

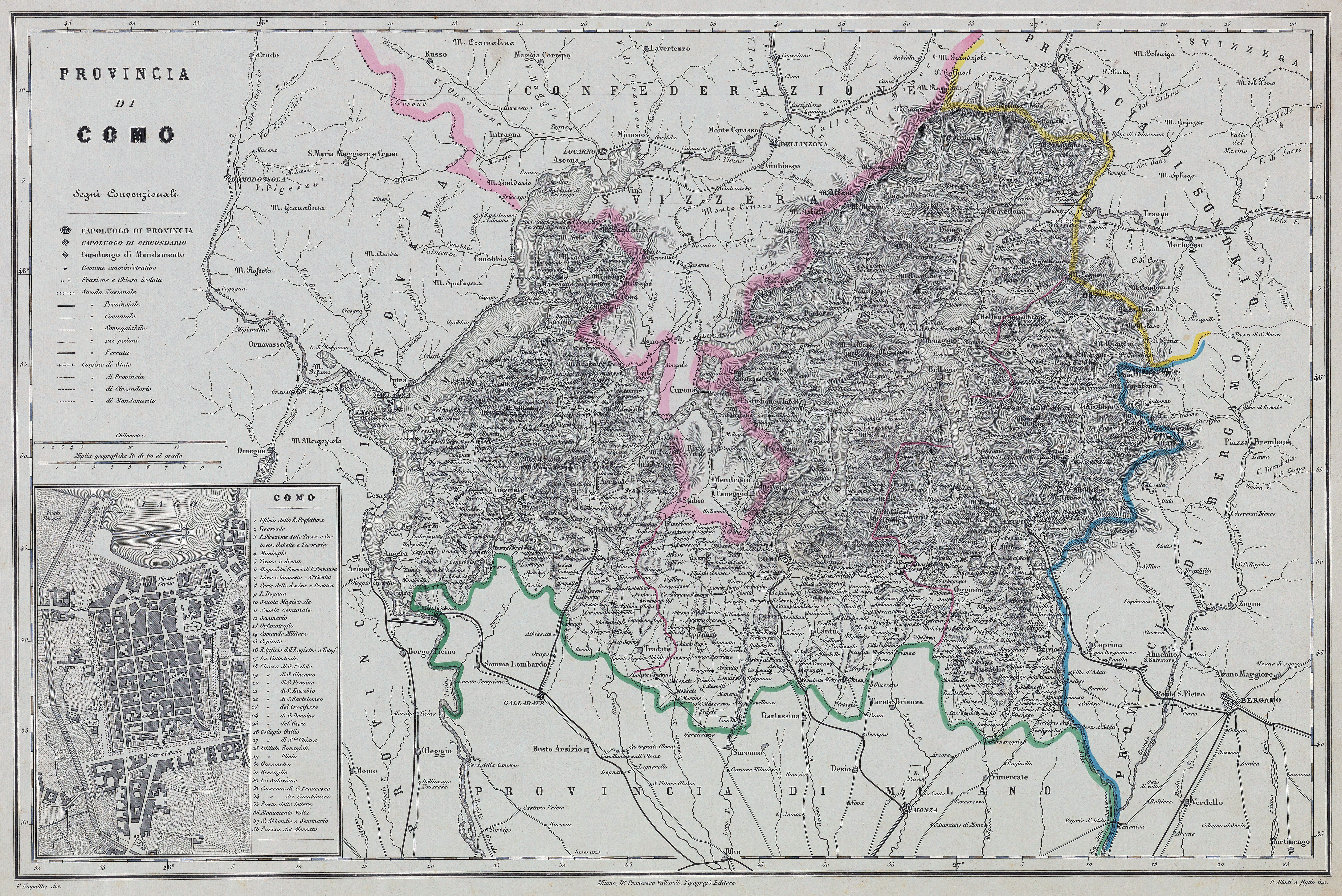
Mappa con indicazione dei confini del circondario di Varese nel 1868 circa

Nelle tabelle del 1877 per il circondario di Varese erano riportate le stesse unità di misura in uso a Milano.

## Territorio
Nel 1874 nel circondario di Varese erano presenti 160 comuni divisi in 8 mandamenti.
- Angera • Angera, Barza, Barzola, Cadrezzate, Capronno, Comabbio, Ispra, Lentate Verbano, Lissanza, Mercallo, Ranco, Taino, Ternate, Varano
- Arcisate • Arcisate, Ardenna, Besano, Bisuschio, Brenno Useria, Brusimpiano, Cazzone, Clivio, Cuasso al Monte, Induno Olona, Lavena, Marzio, Porto d'Arcisate, Saltrio, Valganna, Viggiù
- Cuvio • Arcumeggia, Azzio, Bedero, Brenta, Brinzio, Cabiaglio, Caravate, Casalzuigno, Cassano Valcuvia, Cavona, Cittiglio, Cuveglio in Valle, Cuvio, Duno, Ferrera di Varese, Gemonio, Masciago Primo, Orino, Rancio Valcuvia, Vararo, Vergobbio
- Gavirate • Arolo, Bardello, Besozzo, Biandronno, Bogno, Bosco di Gavirate, Brebbia, Bregano, Cardana, Cazzago Brabbia, Celina, Cerro Lago Maggiore, Cocquio, Comerio, Gavirate, Laveno, Leggiuno, Malgesso, Mombello Lago Maggiore, Monate, Monvalle, Olginasio, Sangiano, Travedona, Trevisago, Voltore
- Luvino • Arbizzo, Bosco Valtravaglia, Brezzo di Bedero, Brissago, Castello Valtravaglia, Cremenaga, Cugliate, Cunardo, Fabbiasco, Germignaga, Grantola, Luvino, Marchirolo, Mesenzana, Montegrino, Muceno, Musadino, Porto Valtravaglia, Roggiano, Veccana, Viconago, Voldomino
- Maccagno Superiore • Agra, Armio, Biegno, Campagnano Vedasca, Curiglia, Due Cossani, Dumenza, Garabiolo, Graglio, Lozzo, Maccagno Inferiore, Maccagno Superiore, Monteviasco, Musignano, Pino sulla Sponda del Lago Maggiore, Runo, Trozzano Lago Maggiore
- Tradate • Abbiate Guazzone, Carnago, Caronno Corbellaro, Caronno Ghiringhello, Castel Seprio, Castiglione Olona, Castronno, Gornate Inferiore, Gornate Superiore, Lonate Ceppino, Lozza, Morazzone, Rovate, Torba, Tradate, Vedano Olona, Venegono Inferiore, Venegono Superiore
- Varese • Azzate, Barasso, Bizzozero, Bobbiate, Bodio, Brunello, Buguggiate, Capolago, Casciago, Crosio, Daverio, Gagliate Lombardo, Gazzada, Gurone, Lissago, Lomnago, Luvinate, Malnate, Masnago, Morosolo, Oltrona, Santa Maria del Monte, Sant'Ambrogio Olona, Schianno, Varese, Velate